# Bretagne-Klasse
Die Bretagne-Klasse war eine Klasse von drei Schlachtschiffen der französischen Marine, die von 1916 bis 1953 in Dienst stand.

## Geschichte

### Entwicklungsgeschichte und Bau
Die Klasse war als Ersatz der beiden alten Schlachtschiffe Carnot und Charles Martel sowie der gesunkenen Liberté vorgesehen. Die Planungen basierten auf der vorangegangenen Courbet-Klasse, da sich deren Rumpfform bewährt hatte, und einem neuen, schwereren Geschütz als bei diesen. Bewilligt wurden die drei Einheiten im Haushalt für 1912.
Die Bauaufträge der nach französischen Regionen benannten Schiffe wurden an zwei staatliche und eine private Werft an der französischen Atlantikküste vergeben. Diese legten die Rümpfe zwischen Mai und November 1912 auf Kiel. Die Stapelläufe erfolgten im April bzw. September 1913 und die Indienststellung im Februar bzw. März 1916.
Die griechische Marine hatte basierend auf der Bretagne-Klasse ein Schlachtschiff, geplanter Name Vasilefs Konstantinos (Βασιλεύς Κωνσταντίνος), geordert, welches bei der Ateliers et Chantiers de Saint-Nazaire Penhoët in Saint-Nazaire ab Juli 1914 gebaut werden sollte. Eine Fertigung erfolgte auf Grund der Prioritätensetzung auf den Landkrieg in Frankreich während des Ersten Weltkrieges nicht. Wobei zwischenzeitlich der Bau, mit dem geplanten Namen Savoie, für die französische Marine erwogen wurde.

## Einheiten
| Name     | Bauwerft                                                      | Kiellegung       | Stapellauf         | Indienststellung | Verbleib |
| -------- | ------------------------------------------------------------- | ---------------- | ------------------ | ---------------- | --- |
| Bretagne | Arsenal de Brest                                              | 22. Juli 1912    | 21. April 1913     | 10. Februar 1916 | Am 3. Juli 1940 durch britische Schiffsartillerie in Mers-el-Kébir versenkt (Operation Catapult).                         |
| Provence | Arsenal de Lorient                                            | 21. Mai 1912     | 20. April 1913     | 1. März 1916     | Am 27. November 1942 in Toulon selbst versenkt (Selbstversenkung der Vichy-Flotte), im April 1949 gehoben und abgewrackt. |
| Lorraine | Ateliers et Chantiers de Saint-Nazaire Penhoët, Saint-Nazaire | 7. November 1912 | 30. September 1913 | 10. März 1916    | Am 17. Februar 1953 außer Dienst gestellt und 1954 abgebrochen.                                                           |

## Technische Beschreibung

### Maße
Die Schiffe waren über alles 166 m lang, 26,9 m breit und hatten einen Tiefgang von 8,9 m bis 9,8 m. Ihre Konstruktionsverdrängung betrug hierbei im Ursprungszustand 23.230 ts, die Maximalverdrängung 28.500 ts. Die Lorraine hatte nach ihrem zweiten Umbau 1926 bis 1927 eine Standardverdrängung, die erst durch den Washingtoner Flottenvertrag 1923 eingeführt wurde, von 21.300 ts und eine Maximalverdrängung von 26.700 ts. Die drei Schiffe hatten nach dem dritten Umbau eine Standardverdrängung von 21.838 ts und eine Maximalverdrängung von 28.500 ts.

### Antrieb
Die Schiffe verfügten über je zwei Parsons-Turbinen, die vier Schrauben antrieben. Der Dampf wurde zu Beginn von 24, bei der Provence 18, Kesseln unterschiedlicher Bauart geliefert. Diese waren teils kohle- teils ölbeheizt. Bei der Lorraine wurden bei ihrem zweiten Umbau die Kessel auf reine Ölfeuerung umgebaut. Beim dritten Umbau wurden bei allen Schiffen die bisherigen Kesselanlagen durch je sechs ölbefeuerte Indret-Kessel ersetzt.
Im ursprünglichen Zustand verfügten die Schiffe über eine Antriebsleistung von 29.000 WPS, womit eine Geschwindigkeit von 20 bis 21,4 Knoten erreicht wurde. Beim dritten Umbau wurde die Leistung auf 43.000 WPS gesteigert. Der um 14.000 PS leistungsstärkere Antrieb brachte allerdings nur einen Geschwindigkeitszuwachs auf 21,5 Knoten.
Der Brennstoffvorrat betrug zu Beginn normalerweise 900 ts Kohle und 300 ts Öl, was sich auf 2680 ts Kohle steigern ließ, womit eine Fahrstrecke von 4.700 sm bei 10 Knoten oder 2.800 sm bei 13 Knoten erreicht werden konnte. Nach dem Umbau der Schiffe verringerte sich die maximal mitführbare Brennstoffmenge auf 2600 ts Öl, womit bei 10 Knoten eine Fahrstrecke von 7.000 sm erreichbar war. Die Schiffe hatten zwei Schornsteine. Sie verfügten über ein Steuerruder.

### Bewaffnung

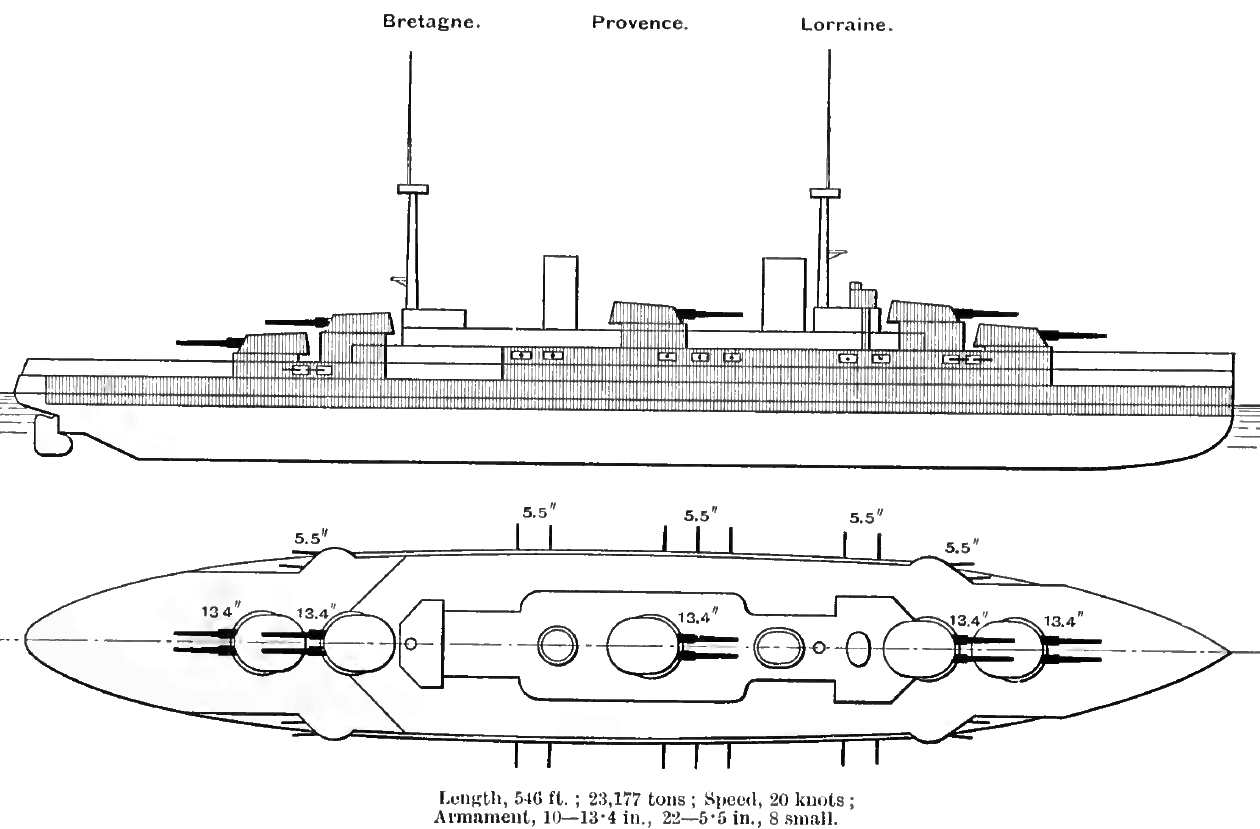
Aufriss der Schiffe der Bretagne-Klasse

#### Hauptbewaffnung
Kernstück der Bewaffnung war die Schwere Artillerie. Sie bestand aus zehn 34 cm SK L/55 Modèle 1912 in fünf Zwillingstürmen. Diese konnten 554 kg schwere Granaten über eine Entfernung von 25,2 km bei einer maximalen Rohrerhöhung von 23° verschießen. Die Feuergeschwindigkeit betrug zwei Schuss pro Minute. Die Türme, die ein Gewicht von 800 t hatten, waren in je einer Zweiergruppe vor und hinter den Aufbauten, Masten und Schornsteinen, bei denen der innere Turm überhöht aufgestellt war, und einem zentralen Turm zwischen den Schornsteinen platziert. Folglich ähnelte das Aufstellungsschema der Courbet-Klasse, mit der Ausnahme, dass diese statt des Zentralturms zwei Flügeltürme hatte. Der hoch – etwa 10 m über der Wasserlinie , – angeordnete Zentralturm bot den Vorteil einer hohen Schusshöhe und guten Schutzes vor Wasser, aber den Nachteil einer verringerten Stabilität. Diese Aufstellung ermöglichte Feuer über Bug oder Heck mit vier Geschützen und Breitseitfeuer mit zehn – erstmals im französischen Schlachtschiffbau allen Geschützen. Einzige Änderung der Schweren Artillerie in der Dienstzeit der Schiffe war der Ausbau des Zentralturms und stattdessen die Aufstellung einer Flugzeughalle und eines Flugzeugkatapults für Aufklärungsflugzeuge bei der Lorraine 1936.

#### Mittelartillerie
Als Mittelartillerie verfügten die Schiffe über zu Beginn 22 13,86 cm SK L/55, die 39,5 kg schwere Granaten bei einer maximalen Rohrerhöhung von 25° 16,1 km weit schießen konnten. Ihre Kadenz betrug fünf bis sechs Schuss pro Minute. Sie waren in seitlichen Kasematten platziert. Ihre Anzahl verringerte sich beim ersten Umbau auf 18, beim dritten auf 14.

#### Flugabwehr
Als Flugabwehr war ab dem ersten Umbau eine unterschiedliche Anzahl an 75-mm-Geschützen L/50, die 5,9 kg schwere Geschosse 15 km weit oder, bei einer Rohrerhöhung von 90° (senkrecht nach oben), 10 km hoch schießen konnten. Sie eigneten sich also zur Abwehr hoch fliegender Flugzeuge. Aufgestellt waren sie an Deck.
Später kamen bei Provence und Lorraine 100-mm-Geschütze L/45 zum Einsatz, die 14,9 kg schwere Geschosse bei einer Rohrerhöhung von 45° 15,4 km weit oder, bei einer maximalen Rohrerhöhung von 70°, 10 km hoch schießen konnten. Sie waren in Zwillingslafetten an Deck aufgestellt. Zudem befanden sich zu unterschiedlichen Zeiten unterschiedlichere kleinere Fla-Kanonen und -MG an Bord dieser beiden Schiffe.

#### Torpedos und Minen
Die Schiffe verfügten zu Beginn über vier Torpedorohre für 450-mm-Torpedos, die zu beiden Seiten unter Wasser postiert waren, zumindest bei Provence und Lorraine später aber demontiert wurden. Zu Beginn waren zudem 30 Seeminen vorhanden.

### Feuerleiteinrichtungen, Entfernungsmesser, Beobachtungsflugzeuge etc.
Zur Beobachtung und Feuerleitung standen zu Beginn die Pfahlmasten und unbekannte Entfernungsmesser und Feuerleitgeräte zur Verfügung.
Beim ersten Umbau wurden die vorderen Pfahlmasten durch Dreibeinmasten mit Marsen ersetzt. Bei der Bretagne wurde hierbei versuchsweise ein britisches Feuerleitgerät installiert. 1924 wurde auf der Lorraine versuchsweise erfolglos eine Vorrichtung zum Starten eines Flugzeugs erprobt. Beim zweiten Umbau wurden neue Feuerleitgeräte eingebaut. Beim dritten Umbau wurden ein 6-m-Entfernungsmessgerät im Mars und, als Ersatz des bisherigen 6-m-Entfernungsmessgeräts. ein 8-m-Entfernungsmessgerät installiert. Zudem erhielt die Lorraine als Ersatz eines Geschützturms ein Flugzeugkatapult sowie eine Flugzeughalle für Beobachtungswasserflugzeuge Loire 130, die 1943 entfernt wurden. Zudem erhielt sie 1943 eine US-amerikanische Radarantenne.

### Panzerschutz
Die Schiffe verfügten über einen durch Panzerquerschotten abgeschlossenen Seitenpanzer, auf dem ein Zitadellpanzer aufsetzte, und drei Panzerdecks. Die Türme, Kasematten und der Kommandoturm waren zusätzlich gepanzert.
Die Stärke des Seitenpanzers betrug hinter dem hintersten Geschützturm 160 mm, zwischen hinterstem und vorderstem Geschützturm, im Bereich der lebenswichtigen Einrichtungen, Munitionskammern der Schweren Artillerie und Maschinenräume, der sog. Vitaila, 270 mm, und vor dem vordersten Geschützturm 160 mm. Unterhalb der Wasserlinie bis zum Auftreffen der Böschungen des Panzerdecks war er 180 mm stark. Des Zitadellpanzer war 80 mm bis 180 mm stark. Über die Stärke der Panzerquerschotten ist nichts bekannt.
Das Oberdeck war 30 mm bis 40 mm stark, das obere Panzerdeck 40 mm und das untere 40 mm bis 45 mm, seine Böschungen 70 mm. Die Barbetten der Türme der Schweren Artillerie waren 248 mm, bei den überhöhten Türmen 270 mm stark, die Türme, deren Panzerung 330 t wog, waren an den Stirnseiten der äußeren Türme 340 mm, an den überfeuerten Türmen 250 mm und am Zentralturm 400 mm stark gepanzert, an den Seiten 154 mm und an der Decke 72 mm. Der Kommandoturm war 314 mm stark gepanzert, wie stark die Röhre war, die ihn mit dem Panzerdeck verband, ist nicht bekannt. Der Panzerschutz der Kasematten der Mittelartillerie betrug 180 mm.
Als Schutz vor Unterwassertreffern durch Torpedos und Minen diente ein 8 mm starkes Panzerlängsschott, dessen Einbau durch das Fehlen der Flügeltürme ermöglicht wurde. Durch seine geringe Dicke war es nicht in der Lage, als wirksames Torpedoschott zu fungieren.

### Schutzsysteme
Die Schiffe verfügten vermutlich über Doppelböden, aber keine Torpedowülste.

## Besatzung
Die Besatzung bestand bei Indienststellung aus 1124 Offizieren, Unteroffizieren und Mannschaften und nach der Modernisierung ab 1934 aus 1130 Mann.